# Brevard
Brevard é uma cidade localizada no estado norte-americano de Carolina do Norte, no Condado de Transylvania.

## Demografia
Segundo o censo norte-americano de 2000, a sua população era de 6789 habitantes. 
Em 2006, foi estimada uma população de 6654, um decréscimo de 135 (-2.0%).

## Geografia
De acordo com o United States Census Bureau tem uma área de 
12,4 km², dos quais 12,4 km² cobertos por terra e 0,0 km² cobertos por água. Brevard localiza-se a aproximadamente 648 m acima do nível do mar.

## Localidades na vizinhança
O diagrama seguinte representa as localidades num raio de 28 km ao redor de Brevard. 